# Vauxhall Cadet
Vauxhall Cadet, auch Vauxhall VY bzw. Vauxhall VX, ist ein Mittelklassewagen, den Vauxhall Motors von 1930 bis 1933 herstellte. Das vollkommen neue Modell kündigte Vauxhall am 6. Oktober 1930 an. Es war der erste Wagen, den der Hersteller zu einem Preis unter £ 300 anbot. Er wurde dem größeren Modell 80 zur Seite gestellt. Im Inland hieß das Modell VY und hatte einen Motor mit 2,05 Liter Hubraum, während das Exportmodell als VX bezeichnet wurde und mit einem Motor mit 3,2 Liter Hubraum ausgestattet war. Der Cadet war das erste wirklich neue Modell des Herstellers, seit ihn General Motors 1925 aufgekauft hatte. Es handelte sich im Grunde um ein US-amerikanisches Modell mit einigen britischen Spezialitäten.
Als Kühlerfigur diente eine zweidimensionale Darstellung eines Vogels („Speedbird“), wie ihn später die BOAC verwendete.

## Synchronisiertes Getriebe
Der Cadet hatte eine Einscheiben-Trockenkupplung und ein unsynchronisiertes  Dreiganggetriebe. Ab Ende 1931 erhielt er als erstes britisches Automodell serienmäßig das „heute berühmte synchronisierte Getriebe“, das „jeden Fahrer zum Experten macht“. Die beiden oberen Gangstufen waren synchronisiert.

## Karosserie
Die Vordersitze sind leicht zu verschieben. In der Schottwand befindet sich ein Ventilator. Die hinteren der sechs Seitenfenster sind fest, die mittleren können mehr als halb heruntergekurbelt werden, die vorderen ganz. Die einteilige Windschutzscheibe kann ganz geöffnet werden. Das Reserverad befindet sich in einer Einbuchtung im linken Vorderkotflügel, das Werkzeug in einem verschlossenen Staufach unter der Motorhaube. Die mit Stahlblech beplankte Limousine ist ein drei Farben erhältlich. Die Wagen haben Stoßfänger vorne und hinten und es gibt ein faltbares Gepäcknetz.
Preise
Standard-Limousine: £ 280
Standard-Limousine mit Schiebedach und Sicherheitsglas: £ 298
Zweisitzer: £ 295
Sportcoupé: £ 298
Coupé, 4 Fenster: £ 298

### 1933
Für das Modelljahr 1933 wurden Detailänderungen vorgenommen, die mehr Komfort schafften und dem Wagen ein besseres Aussehen verschafften; „die Karosserien sind imposanter und die Wagen sehen niedriger aus“. Teile der Motorhaube, Lampen und Stoßfänger waren verchromt. Die hinteren Sitze der Limousine lagen tiefer und für die Polsterung wurde Leder höherer Qualität verwendet. Eine verwirbelungsfreie Dachkante, eine spiegelfreie, geneigte Windschutzscheibe und blendfreie Scheinwerfer wurden angebracht; zwei elektrisch angetriebene Scheibenwischer ersetzten den einzelnen, durch Vakuum angetriebenen.

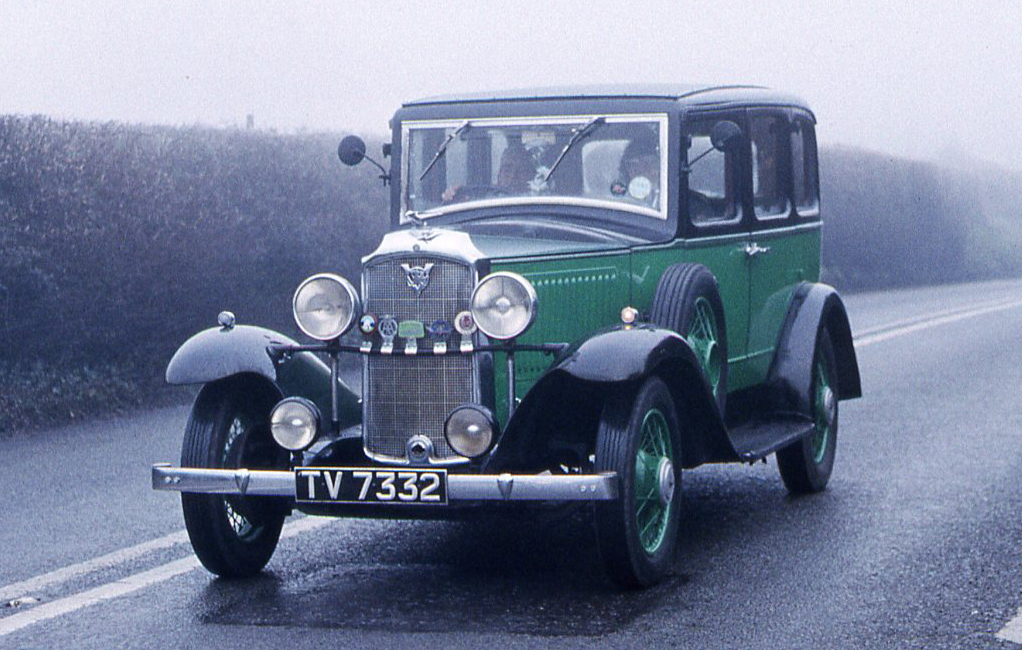
Viertürige Limousine mit Schiebedach beim Dichtigkeitstest 1993

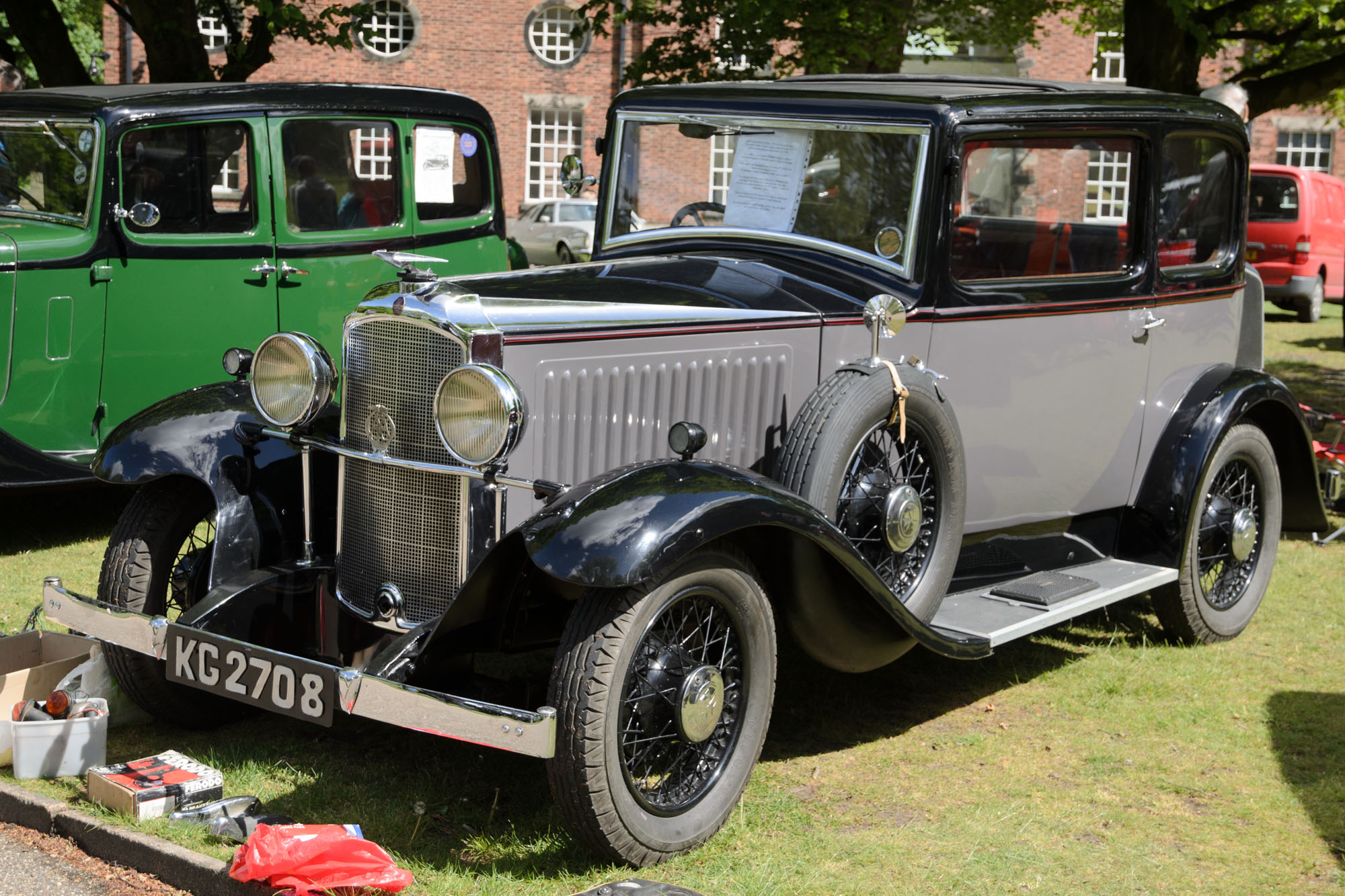
Coupé 4 Fenster (1933)

Limousine, 4 Türen, mit Schiebedach: £ 295
Grosvenor-Luxuslimousine: £ 325
Allwetterlimousine Tickford: £ 335
Coupé, 2 oder 4 Fenster: £ 295
Cabriolet Romney, 2 Sitze: £ 325
Cabriolet Denton, 4 Sitze: £ 335
alle Preise ab Werk.

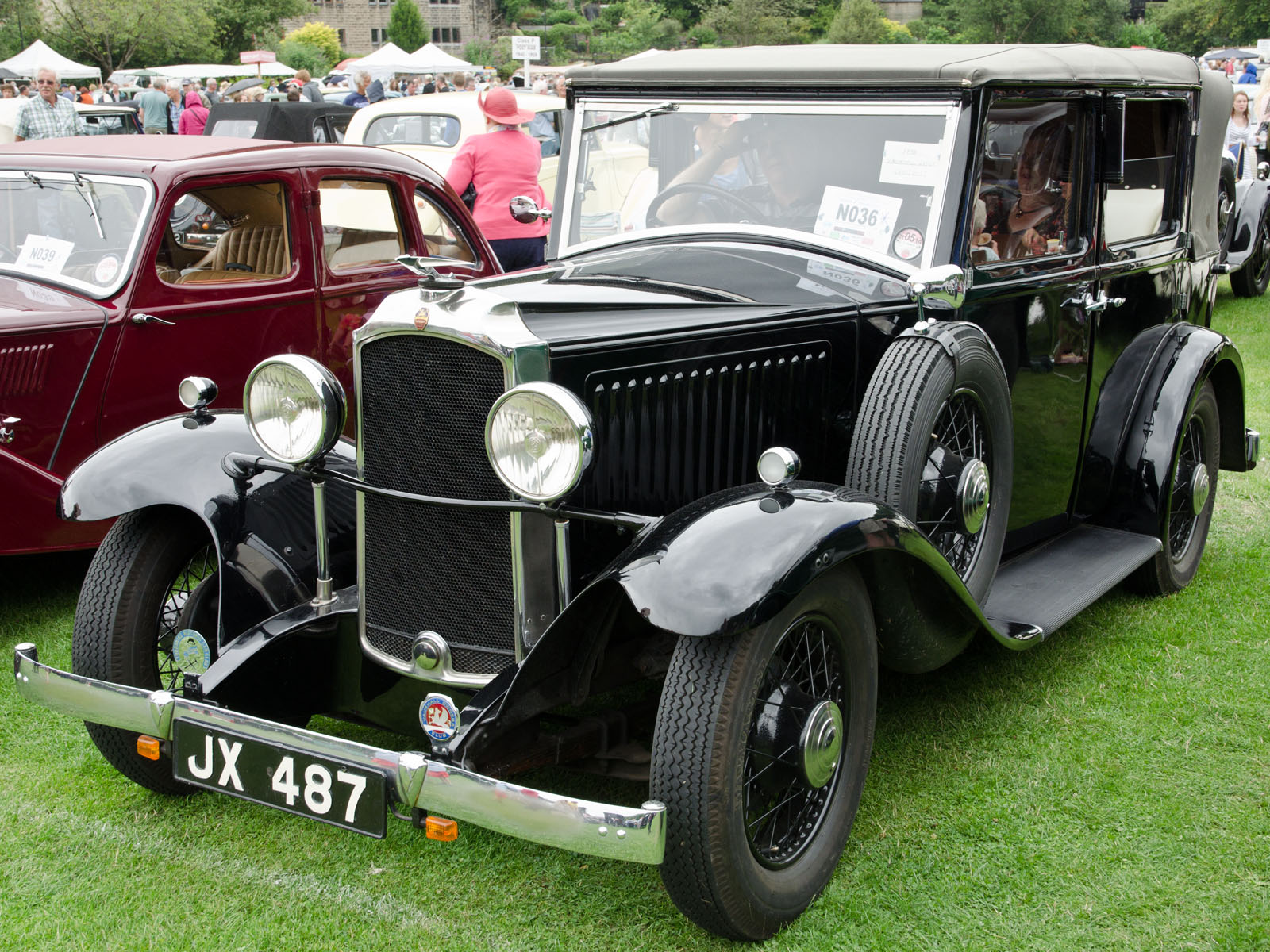
Allwetter-Limousine Tickford (Cabriolet) (1933)

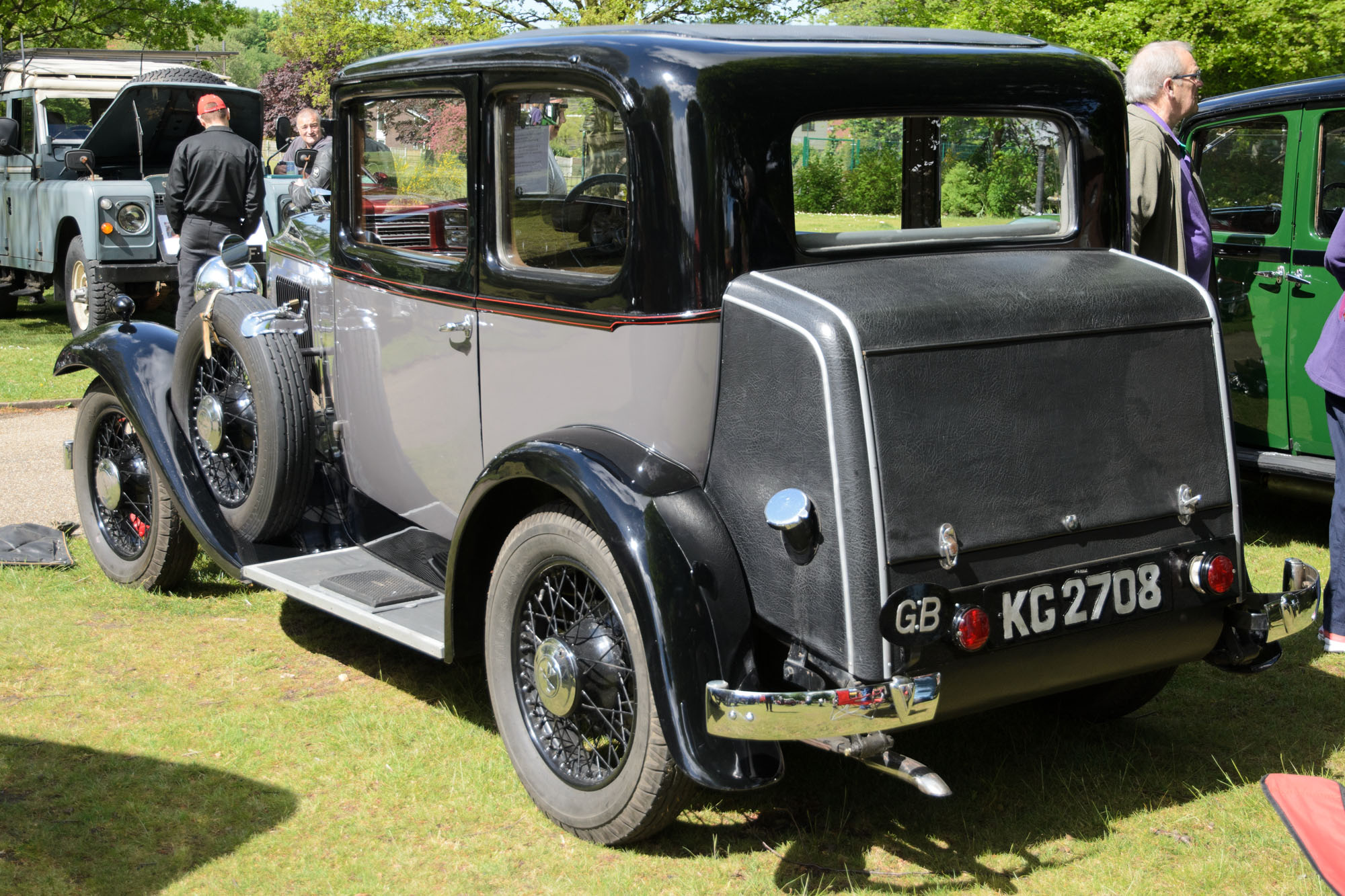
Coupé (1933)

„Der Tickford ist ein Auto für zwei Einsatzzwecke, da das Dach schnell zusammengefaltet und die Fenster heruntergekurbelt werden können, was ihn praktisch zu einem offenen Wagen macht. Die Fenster können aber auch oben bleiben und das Dach geöffnet, was Zug oder zu viel Luft vermeidet. Diese Limousinen haben den Test in Bezug auf Dauerhaftigkeit und Praktikabilität bestanden.“

## Motoren
Der VY hat einen Sechszylinder-Reihenmotor mit einem Hubraum von 2048 cm³ (Bohrung × Hub = 67,5 mm × 95,25 mm), der 42 bhp (31,3 kW) bei 3000 1/min. leistet. Seine Verdichtung ist 5:1. Die hängenden Ventile werden über Stößel, Stoßstangen und Kipphebel betätigt. Der Motor ist an vier Punkten in Gummilagern aufgehängt. Der Vergaser hat verbundene Betätigungselemente für Gas und Choke, damit der Motor auch in kaltem Zustand leicht startet. Das Kühlsystem hat keinen Thermostaten. Der dreiflutige Ansaugverteiler ist auf der linken Seite der Maschine über dem vierflutigen Auspuffsammler mit quadratischem Querschnitt angebracht. Die Nockenwelle wird durch eine doppelte Rollenkette angetrieben. Der Motor hat vier Kurbelwellenlager.
Der VX-Motor ist in den Exportmodellen eingebaut. Es handelt sich dabei ebenfalls um einen obengesteuerten Sechszylinder-Reihenmotor, dessen Hubraum allerdings 3178 cm³ (Bohrung × Hub = 84,1 mm × 95,25 mm) beträgt.
1933 wurden bessere Vergaser eingebaut, die den Wagen zu besserer Beschleunigung und niedrigerem Benzinverbrauch verhalfen.

## Fahrwerk
Beide Achsen sind starr, an halbelliptischen Blattfedern aufgehängt und haben einfach wirkende, hydraulische Stoßdämpfer. Das Lenkgetriebe ist eine Fingerlenkung (Schneckenlenkung) von Bishop.
Alle vier Räder sind gebremst; es sind Teilservobremsen, die an der Vorderachse durch Gestänge und Seilzüge, an der Hinterachse nur durch Seilzüge betätigt werden. Die Handbremse wirkt über Gestänge auf die Hinterachse.
Die Modelle von 1933 hatten kleinere Felgen, größere Reifen, stärkere Stoßfänger, weichere Federn und bessere Stoßdämpfer.

## Fahrleistungen
Der Motorkorrespondent der Times beschrieb den Motor als leise und weich wie eine Turbine bei schöner Beschleunigung. Die Flexibilität wurde „durch die Fähigkeit, im höchsten Gang von 3&mph (5 km/h) an bis zur Geschwindigkeit eines Expresszuges in wenigen Sekunden zu beschleunigen, und das ohne die geringste Spur eines Rucks im Getriebe“ unter Beweis gestellt. Angeblich war auch bei starkem Gegenwind die Höchstgeschwindigkeit 65 mph (104 km/h). Der Benzinverbrauch war gut, etwa 23 mpg (12,28 l / 100 km); der Ölverbrauch lag bei 900 mpg (3,14 l / 1000 km).
„Zu diesem Preis bietet dieser Wagen die Anmutung eines Luxuswagens im besten Sinne und auch für Leute mit begrenzten finanziellen Mitteln erreichbar.“

Cadet VX, esportiert nach Australasien, vermutlich CKD
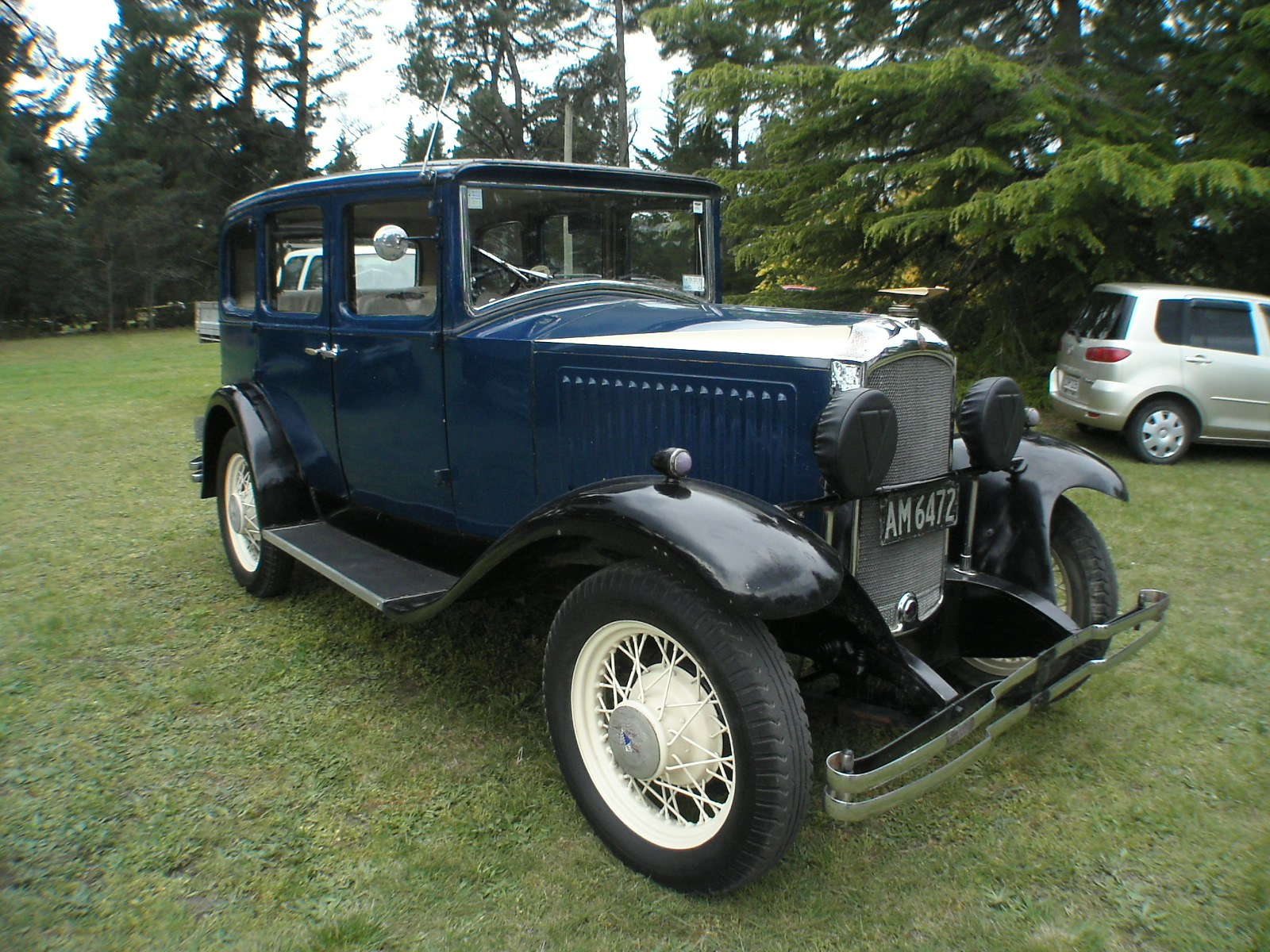
Standard-Limousine 1931
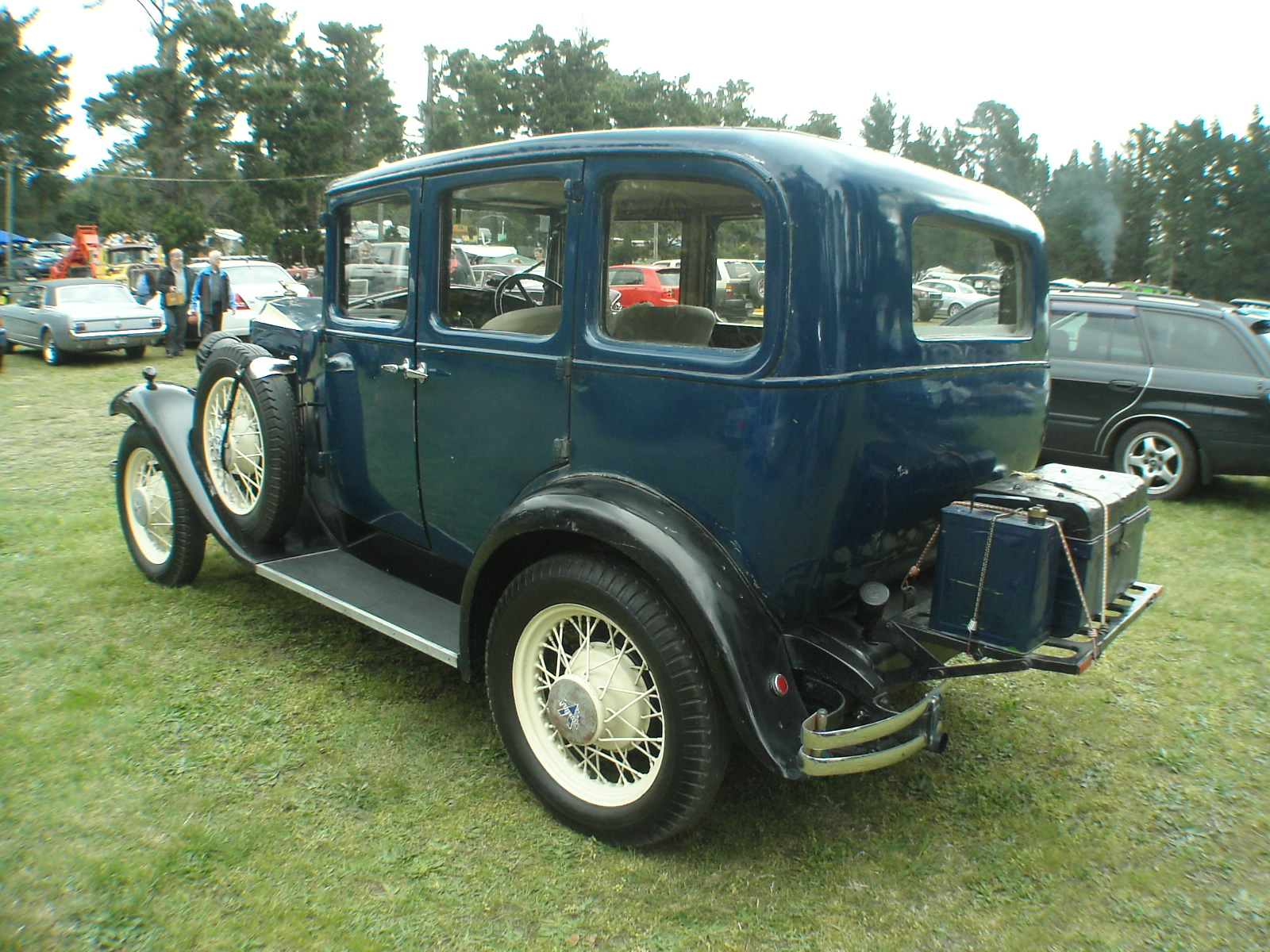
Rückansicht
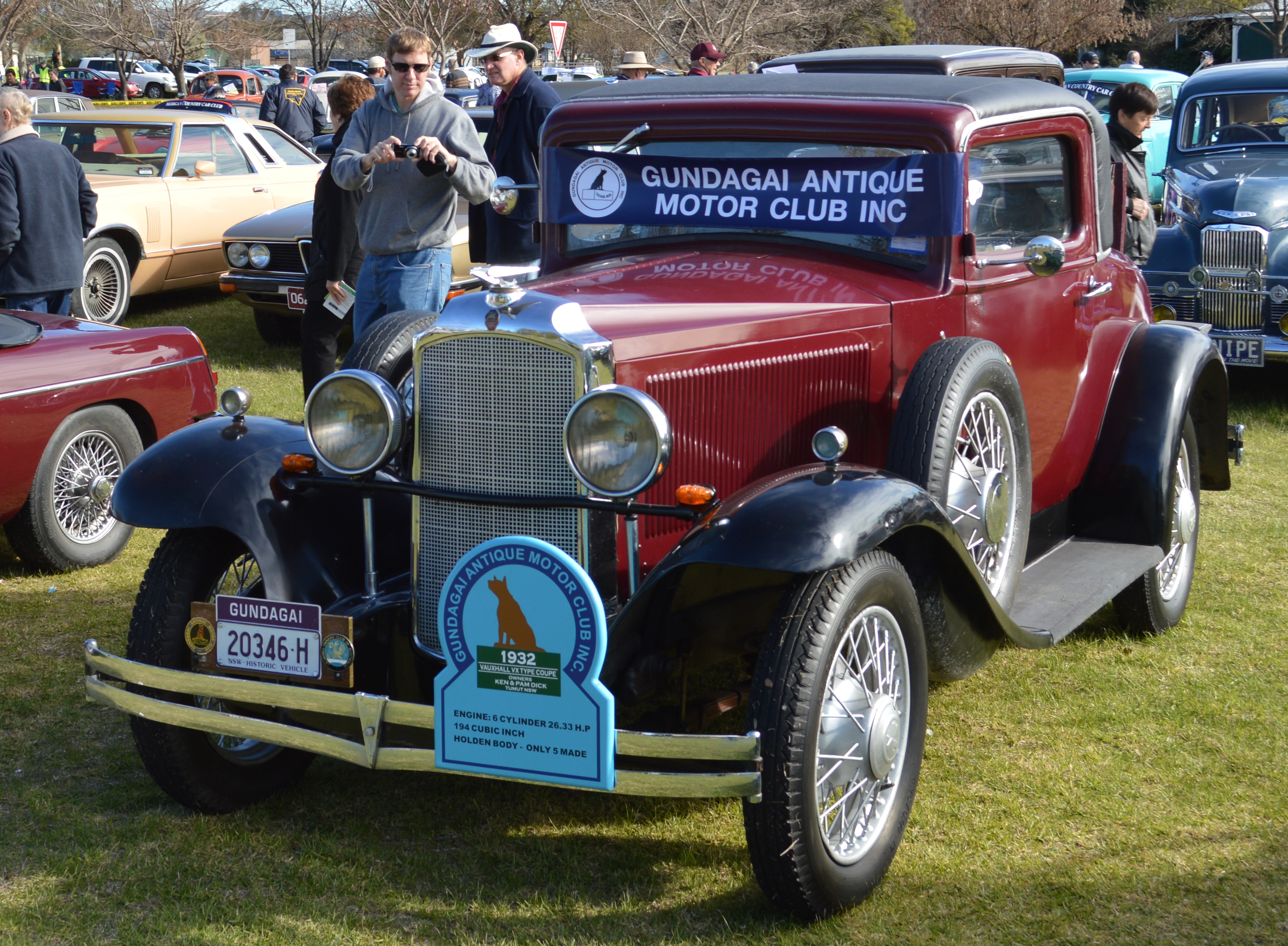
Sportcoupé 1932 Karosserie von Holden